# 김재섭 (정치인)
김재섭(金宰燮, 1987년 6월 28일~)은 대한민국의 기업인, 정치인이다. 제22대 국회의원이다.
2020년 4월 15일 제21대 총선에서 서울특별시 도봉구 갑에 미래통합당 후보자로 출마하였다. 선거 결과 득표 수 37,967표, 40.49%의 득표율로 낙선하였다.
2024년 4월 10일 제22대 총선에서 21대 총선과 같은 지역구인 서울 도봉구 갑에 국민의힘 후보자로 출마하였으며, 선거 결과 46,374표를 득표, 득표율 49.05%로 당선되었다.

## 학력
- 홍익대학교 사범대학 부속중학교 졸업
- 서울대학교 사범대학 부설고등학교 졸업
- 서울대학교 법과대학 법학 학사
- 서울대학교 대학원 정책학 석사

## 경력
- 2020년 1월~2020년 2월: 같이오름(가칭)창당준비위원장
- 2020년 2월~2020년 4월: 미래통합당 서울 도봉구 갑 국회의원 예비후보
- 2020년 5월~2020년 9월: 미래통합당 비상대책위원회 위원
- 2020년 6월~2020년 9월: 미래통합당 서울특별시당 도봉구 갑 당원협의회 위원장
- 2020년 7월~2020년 9월: 미래통합당 인천국제공항 공정채용 태스크포스 위원
- 2020년 9월~: 국민의힘 서울특별시당 도봉구 갑 당원협의회 위원장
- 2020년 9월~2021년 6월: 국민의힘 비상대책위원회 위원
- 2020년 9월: 국민의힘 인천국제공항 공정채용 태스크포스 위원
- 2020년 10월~2021년 3월: 국민의힘 4·7 재보궐선거 경선준비위원회 위원
- 2020년 11월: 국민의힘 청년당 창당 추진위원회 위원
- 2021년 5월~2021년 6월: 국민의힘 전당대회 선거관리위원회 위원
- 2021년 7월~2021년 8월: 국민의힘 대선경선준비위원회 위원
- 2021년 8월: 국민의힘 제20대 대통령선거 후보 선거관리위원회 위원
- 2022년 2월~2022년 3월: 국민의힘 제20대 대통령선거 선거대책본부 4050 중년의힘 특별위원회 동행2030단장
- 2023년 5월: 국민의힘 청년정책네트워크 특별위원회 위원
- 2023년 7월 국민의힘 국민통합위원회 세대·젠더통합분과위원회 위원
- 2023년 11월 ~2024년 4월: 국민의힘 총선기획단 위원
- 2024년 4월 10일 대한민국 제22대 국회의원 선거 당선(서울 도봉구 갑, 국민의힘, 초선)[3][4][6]
- 2024년 4월~: 제22대 국회의원
  - 2024년 6월~: 제22대 국회 전반기 정무위원회 위원
    - 제22대 국회 전반기 정무위원회 법안심사제1소위원회 위원
    - 제22대 국회 전반기 정무위원회 예산결산심사소위원회 위원

  - 모빌리티포럼 구성의원
  - 지속 가능 성장을 위한 구조개혁 실천 포럼 구성의원
  - 2040 순풍(順風) 포럼 대표의원
  - 2025년 3월~ 제22대 국회 연금특별위원회 위원
- 2024년 5월~2025년 5월: 국민의힘 원내부대표
- 2024년 8월~2024년 12월 국민의힘 격차해소특별위원회 위원
- 2024년 8월~2024년 12월 국민의힘 수도권비전특별위원회 정치소위원장
- 2024년 12월~2025년 5월 국민의힘 조직부총장
- 2025년 1월~2025년 2월 국민의힘 4·2 재보궐선거 공천관리위원회 위원
- 2025년 1월~2025년 5월 국민의힘 조직강화특별위원회 위원

## 가족
- 배우자: 김예린
- 자녀: 1녀

## 역대 선거 결과
|  | 40.49% |

|  | 49.05% |

## 소속 정당
| 소속 정당 | 소속 정당  | 소속 기간 | 비고                     |
| --------- | ---------- | --------- | ------------------------ |
|           | 같이오름   | 2020      | 정계 입문 창당준비위원회 |
|           | 미래통합당 | 2020      | 창당                     |
|           | 국민의힘   | 2020~현재 | 당명 변경                |

## 같이 보기
- 도봉구 갑
- 서울 도봉구의 국회의원